# Крячок індонезійський
Крячок індонезійський (Sterna sumatrana) — вид сивкоподібних птахів підродини крячкових (Sterninae) родини мартинових (Laridae).

## Поширення
Цей вид поширений у тропічних і субтропічних районах Індійського океану та західної частини Тихого океану. У західній частині Індійського океану він гніздиться на островах Альдабра та Аміранте, Сейшельських островах, островах Чагос (Британська територія в Індійському океані) і Мальдівах, а також можна знайти на східному узбережжі Африки. Його ареал у східній частині Індійського та Тихого океанів охоплює Андаманські острови, Індію, на схід до південної Японії та Китаю, на південь через Індонезію, Малайзію, Філіппіни та Нову Гвінею до північно-східної Австралії і деяких островів в західній і центральній частині Тихого океану.

## Підвиди
Вирізняють два підвиди:
- S. s. mathewsi (Stresemann, 1914) — острови західної частини Індійського океану;
- S. s. sumatrana (Raffles, 1822) — острови східної частини Індійського океану до західної частини Тихого океану та Австралазії.

## Опис
Довжина крячка близько 30 см з довжиною крил 21-23 см. Дзьоб і ноги чорні, але кінчики дзьоба жовті. Птахи мають довгі роздвоєні хвости, біле обличчя і груди з сірувато-білою спиною і крилами. Перша пара первинних пір'їн сіра.